# Initiative (échecs)
Pour les articles homonymes, voir Initiative.
Dans le jeu d'échecs, « l'initiative est la possibilité pour l'un des deux camps de commencer une action offrant des perspectives d'avantage matériel ou positionnel, forçant ainsi le camp adverse à en tenir compte sous peine de basculer en position inférieure ».
L'initiative est dans une partie d'échecs un avantage qui, selon José Raúl Capablanca, ne doit être abandonné que contre un autre avantage : gain matériel ou meilleure position. Cette supériorité matérielle acquise permettra au joueur de prendre de nouveau l'initiative car c'est elle qui assure la victoire. L'échec et mat n'est d'ailleurs finalement que le fait de forcer l'adversaire à se retrouver attaqué dans une position dont il ne peut se sortir.